# Schwetschkea arachnoidea
Schwetschkea arachnoidea är en bladmossart som beskrevs av Kyuichi Sakurai 1937. Schwetschkea arachnoidea ingår i släktet Schwetschkea och familjen Leskeaceae. Inga underarter finns listade i Catalogue of Life.